# Nové spojení
| Kursbuchstrecke (SŽ): | 010, 011, 070, 090, 091, 231 |                                                         |                                                         |
| Spurweite: | 1435 mm (Normalspur)         |                                                         |                                                         |
| Streckenklasse: | D4                           |                                                         |                                                         |
| Stromsystem: | 3 kV =                       |                                                         |                                                         |
| Streckengeschwindigkeit: | 100 km/h                     |                                                         |                                                         |
| |                              |                                                         |                                                         |
| \| \| \| von České Budějovice und von Praha-Smíchov (vorm. KFJB) \| \| \| \| \| Praha hlavní nádraží \| \| \| \| \| nach Turnov (vorm. TKPE) \| \| \| \| \| nach odb. Hrabovka (vorm. KFJB) \| \| \| \| \| \| \| \| \| \| \| \| \| \| \| von Praha Masarykovo nádraží \| \| \| \| \| nach Česká Třebová \| \| \| \| \| odb. Rokytka \| \| \| \| \| Lysá nad Labem–Praha-Těšnov \| \| \| \| \| nach Lysá nad Labem \| \| \| \| \| nach Praha-Holešovice–odb. Stromovka \| \| |                              |                                                         |                                                         |
| Strecke |                              | von České Budějovice und von Praha-Smíchov (vorm. KFJB) | von České Budějovice und von Praha-Smíchov (vorm. KFJB) |
| Bahnhof |                              | Praha hlavní nádraží                                    | Praha hlavní nádraží                                    |
| Abzweig geradeaus und ehemals nach rechts |                              | nach Turnov (vorm. TKPE)                                | nach Turnov (vorm. TKPE)                                |
| Abzweig geradeaus und ehemals nach links |                              | nach odb. Hrabovka (vorm. KFJB)                         | nach odb. Hrabovka (vorm. KFJB)                         |
| Brücke |                              |                                                         |                                                         |
| Tunnel |                              |                                                         |                                                         |
| Abzweig geradeaus und von links |                              | von Praha Masarykovo nádraží                            | von Praha Masarykovo nádraží                            |
| Abzweig geradeaus und nach rechts |                              | nach Česká Třebová                                      | nach Česká Třebová                                      |
| Blockstelle |                              | odb. Rokytka                                            | odb. Rokytka                                            |
| Kreuzung geradeaus oben (Querstrecke außer Betrieb) |                              | Lysá nad Labem–Praha-Těšnov                             | Lysá nad Labem–Praha-Těšnov                             |
| Abzweig geradeaus und nach rechts |                              | nach Lysá nad Labem                                     | nach Lysá nad Labem                                     |
| Strecke |                              | nach Praha-Holešovice–odb. Stromovka                    | nach Praha-Holešovice–odb. Stromovka                    |

Nové spojení (deutsch: Neue Verbindung) ist eine in den Jahren 2004 bis 2009 errichtete Erweiterung des Eisenbahnknotens Prag. Sie beginnt östlich des Prager Stadtzentrums und führt in die Stadtteile Žižkov und Libeň. Zweck der Verbindung ist, den Bahnhof Praha hlavní nádraží (Prag Hauptbahnhof) besser nach Norden und Osten anzubinden. Die hier bisher nur eingleisig heranführenden Strecken führten zu einer starken Einschränkung der Streckenkapazität und Fahrplanstabilität.

## Geschichte

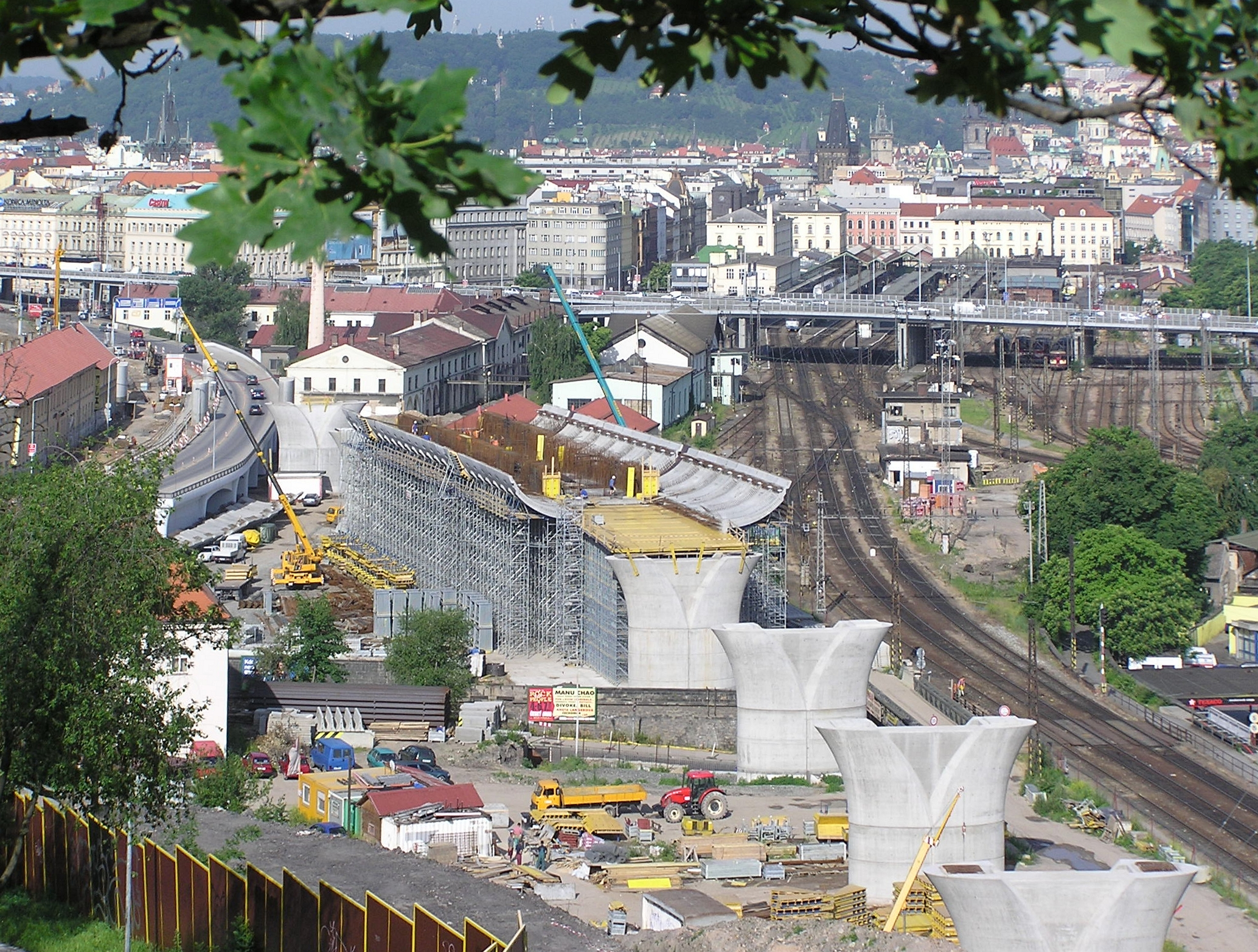
Bau der Bahnstrecke im Jahr 2006

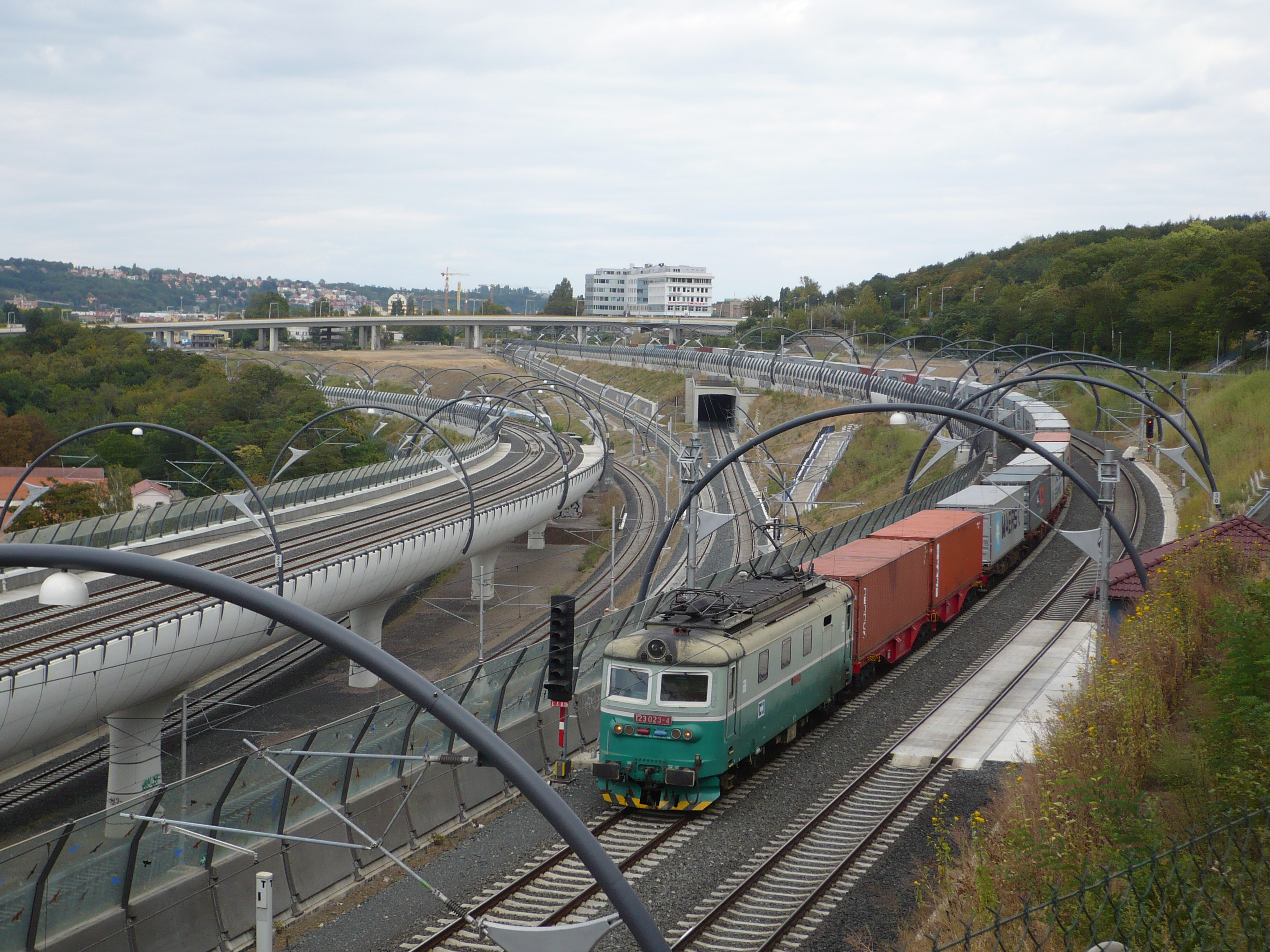
Blick nach Osten, rechts die Strecken nach Holešovice, Vysočany und Libeň

Die Bahnstrecke von Prag nach Děčín und Dresden besaß ursprünglich keine direkte Anbindung nach Praha hlavní nádraží. Die Züge in diese Richtung fuhren vom Praha Masarykovo nádraží ab. Damit gab es keine direkte Verbindung aus Richtung Děčín zu den Strecken, die den Prager Hauptbahnhof in Richtung Süden verlassen. Durchgehende Züge von Berlin nach Wien über Prag und Tábor konnten so nur entweder auf Umwegen, beispielsweise über Všetaty oder mit zweimaligen Fahrtrichtungswechsel in Praha Masarykovo nádraží den Hauptbahnhof erreichen. Mit der 1980 eröffneten Neubautrasse zwischen Praha-Libeň und Praha-Holešovice („Holešovická přeložka“) entstand eine Verbindung, die direkte Fahrten aus Richtung Děčín einerseits zum Hauptbahnhof, andererseits in Richtung Pardubice ermöglichte. Die Fernzüge aus Richtung Dresden nutzen seitdem diese Verbindung. Die meisten Züge, die über Prag weiter in Richtung Brno, Bratislava oder Wien fuhren, bedienten fortan den Prager Hauptbahnhof nicht mehr, sondern hielten nur im Bahnhof Praha-Holešovice an der Neubautrasse. Grund dafür war vor allem die geringe Leistungsfähigkeit der Verbindung vom Hauptbahnhof in Richtung Holešovice und Libeň. Diese bestand aus zwei eingleisigen Strecken. Von einer der beiden Strecken konnte nur ein Teil der Bahnsteige des Hauptbahnhofs erreicht werden, die andere wies starke Neigungen auf. 
Am 9. September 1999 wurde der Bau einer neuen, leistungsfähigen Verbindung mit einem Bebauungsplan der Hauptstadt Prag beschlossen.
Am 22. März 2004 wurden die ausgeschriebenen Bauleistungen vergeben. Die Werkverträge für die Bauausführung wurden am 12. April unterzeichnet. Am 26. Mai begann die Tunnelbohrung und am 1. Dezember 2005 die Arbeiten an Straßen- und Straßenbahntrassen im Umfeld des Hauptbahnhofs (Überführungsbauwerke). Im Jahr 2005 wurden weitere Überführungen über Straßen fertiggestellt.
Der Bahnbetrieb zwischen Libeň und Hauptbahnhof wurde am 10. Dezember 2005 eingestellt. Am 12. Dezember fuhr der formell letzte Zug.
Am 1. September 2008 wurde der erste Hauptteil der Verbindung eröffnet. Weitere Teile wurden kurz darauf fertiggestellt, die vollständige fahrplantechnische Integration der neuen Strecken erfolgte dann zum Fahrplanwechsel 2009/10 am 13. Dezember 2009.
Normalerweise verkehren auf den Strecken der Neuen Verbindung nur Reisezüge, Güterzüge können aber im Bedarfsfall über die zwei Strecken in/aus Richtung Praha hlavní nádraží bzw. auch in Richtung Praha Masarykovo nádraží umgeleitet werden.
Der alte Vítkov-Tunnel dient seit 2010 als kombinierter Tunnel für Fußgänger und Fahrradfahrer.

## Streckenbeschreibung
| \| \| \| von České Budějovice und von Praha-Smíchov \| \| \| \| \| Praha hlavní nádraží \| \| \| \| \| Praha Masarykovo nádraží \| \| \| \| \| nach Děčín \| \| \| \| \| \| \| \| \| \| odb. Hrabovka \| \| \| \| \| \| \| \| \| \| \| \| \| \| \| \| \| \| \| \| odb. Sluncová \| \| \| \| \| ehem. výh. Vítkov \| \| \| \| \| \| \| \| \| \| (Niveaufrei) \| \| \| \| \| \| \| \| \| \| \| \| \| \| \| Depo Libeň \| \| \| \| \| Praha-Libeň \| \| \| \| \| odb. Balabenka \| \| \| \| \| \| \| \| \| \| odb. Rokytka \| \| \| \| \| n. Praha-Těšnov, stillgelegt 1975/1985 \| \| \| \| \| nach Praha-Holešovice \| \| \| \| \| nach Praha-Vysočany \| \| |  |                                            |                                            |
| Strecke · Strecke |  | von České Budějovice und von Praha-Smíchov | von České Budějovice und von Praha-Smíchov |
| Bahnhof · Bahnhof |  | Praha hlavní nádraží                       | Praha hlavní nádraží                       |
| Strecke von links (außer Betrieb) · Strecke quer (außer Betrieb) · Abzweig geradeaus und ehemals nach rechts · Strecke · Kopfbahnhof Streckenanfang |  | Praha Masarykovo nádraží                   | Praha Masarykovo nádraží                   |
| Strecke (außer Betrieb) · Strecke von links (außer Betrieb) · Kreuzung (Querstrecke außer Betrieb) · Abzweig geradeaus und ehemals nach rechts · Abzweig geradeaus und nach links |  | nach Děčín                                 | nach Děčín                                 |
| Strecke (außer Betrieb) · Brücke (Strecke außer Betrieb) · Strecke Anfang Hochstrecke, Ende Hochstrecke und nach rechts · Strecke Anfang Hochstrecke, Ende Hochstrecke und nach links · Brücke |  |                                            |                                            |
| Brücke (Strecke außer Betrieb) · Strecke nach links (außer Betrieb) · Kreuzung (Querstrecke außer Betrieb) · Kreuzung (Querstrecke außer Betrieb) · Abzweig geradeaus, von links und ehemals von rechts |  | odb. Hrabovka                              | odb. Hrabovka                              |
| Strecke (außer Betrieb) · Tunnelanfang · Tunnelanfang · Strecke |  |                                            |                                            |
| Strecke nach halblinks (außer Betrieb) · Strecke (im Tunnel) · Strecke (im Tunnel) · Strecke |  |                                            |                                            |
| Strecke von halbrechts (außer Betrieb) · Strecke (im Tunnel) · Strecke (im Tunnel) · Strecke |  |                                            |                                            |
| Tunnel (Strecke außer Betrieb) · Tunnelende · Tunnelende · Abzweig geradeaus und ehemals nach links |  | odb. Sluncová                              | odb. Sluncová                              |
| Überleitstelle / Spurwechsel (Strecke außer Betrieb) · Strecke · Strecke nach halblinks · Abzweig geradeaus und nach halbrechts |  | ehem. výh. Vítkov                          | ehem. výh. Vítkov                          |
| Strecke nach halblinks · Strecke von halblinks · Abzweig geradeaus und von halbrechts |  |                                            |                                            |
| ehemaliger Bahnübergang · Abzweig geradeaus und von halbrechts · Strecke |  | (Niveaufrei)                               | (Niveaufrei)                               |
| Strecke mit Straßenbrücke · Strecke mit Straßenbrücke · Strecke mit Straßenbrücke |  |                                            |                                            |
| Strecke von links · Abzweig geradeaus, nach rechts und ehemals nach links · Strecke von rechts (außer Betrieb) · Strecke · Strecke |  |                                            |                                            |
| Betriebs-/Güterbahnhof Strecke ab hier außer Betrieb · Strecke · Strecke (außer Betrieb) · Strecke · Strecke |  | Depo Libeň                                 | Depo Libeň                                 |
| Abzweig quer, ehemals nach rechts und von rechts · Abzweig quer, nach rechts und von rechts · Kreuzung geradeaus oben (Strecke geradeaus außer Betrieb) · Kreuzung geradeaus oben · Strecke nach rechts |  | Praha-Libeň                                | Praha-Libeň                                |
| Strecke · Strecke · Strecke nach links (außer Betrieb) · Abzweig geradeaus und ehemals von rechts |  | odb. Balabenka                             | odb. Balabenka                             |
| Strecke · Strecke nach links · Strecke quer · Kreuzung geradeaus oben · Strecke von rechts |  |                                            |                                            |
| Strecke nach links · Strecke quer · Strecke von rechts · Abzweig geradeaus und nach links · Abzweig geradeaus und von rechts |  | odb. Rokytka                               | odb. Rokytka                               |
| Strecke von links (außer Betrieb) · Kreuzung geradeaus oben (Querstrecke außer Betrieb) · Kreuzung geradeaus oben (Querstrecke außer Betrieb) · Kreuzung geradeaus oben (Querstrecke außer Betrieb) |  | n. Praha-Těšnov, stillgelegt 1975/1985     | n. Praha-Těšnov, stillgelegt 1975/1985     |
| Strecke (außer Betrieb) · Strecke · Strecke · Strecke nach links |  | nach Praha-Holešovice                      | nach Praha-Holešovice                      |
| Strecke (außer Betrieb) · Strecke · Strecke |  | nach Praha-Vysočany                        | nach Praha-Vysočany                        |

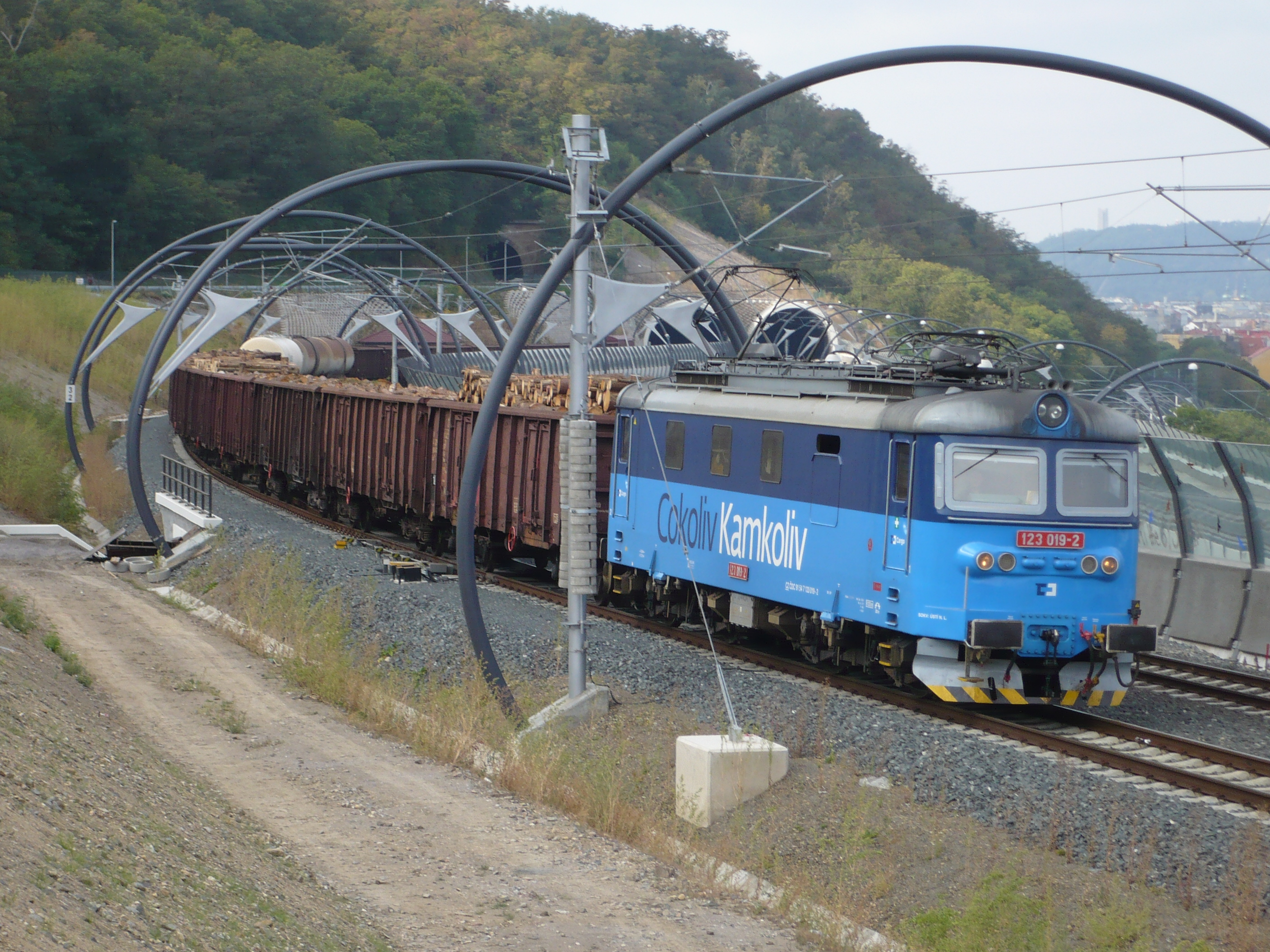
Blick aus Osten, über der Lokomotive die neuen Tunnel, links darüber das Portal des alten Vitkovtunnels

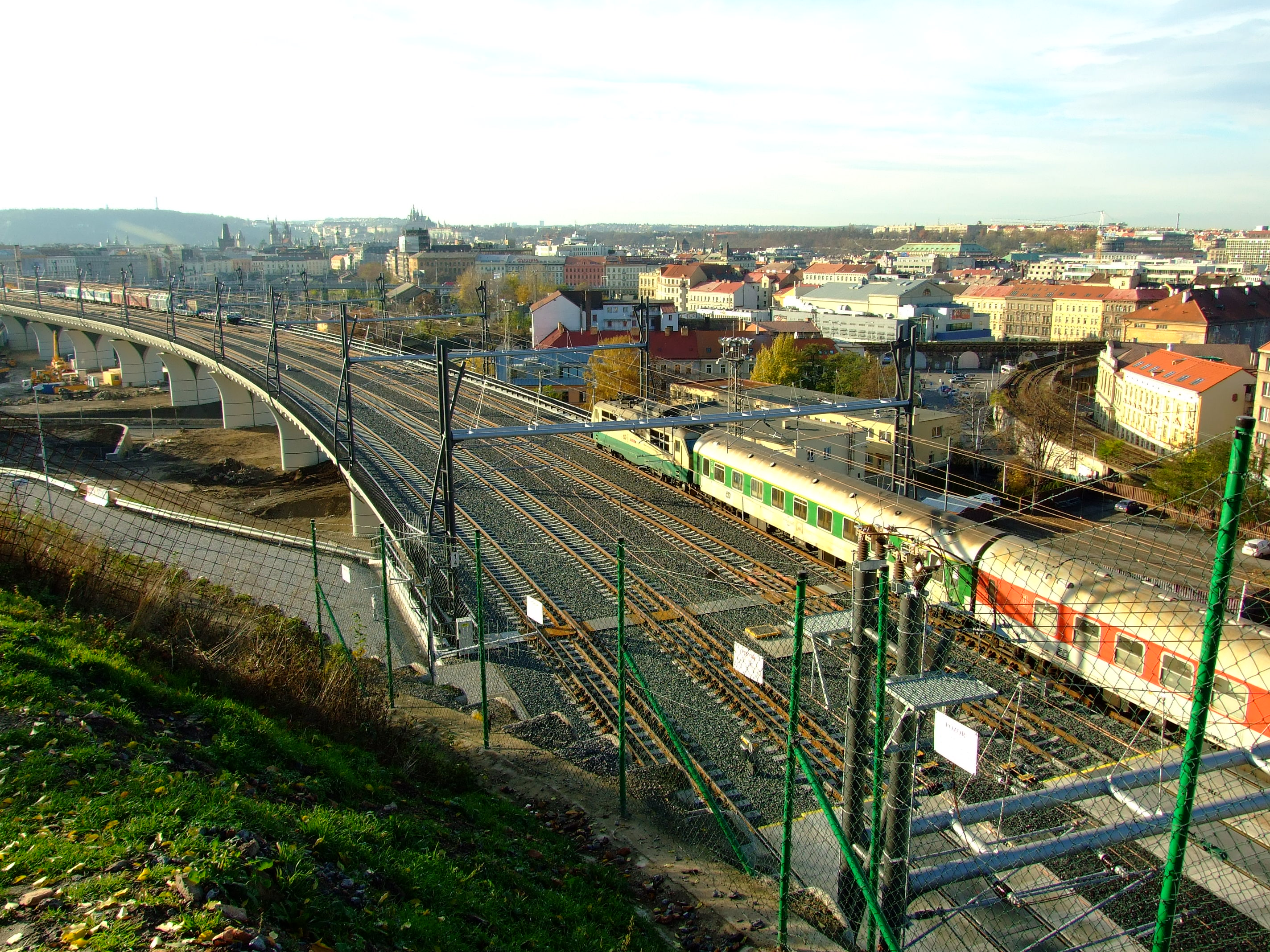
Nové spojení im Prager Stadtteil Florenc; links im Hintergrund der Kopfbahnhof Praha Masarykovo nádraží

Die Bahnstrecke verbindet Praha hlavní nádraží mit den Strecken Richtung Norden (Bahnhof Praha-Holešovice und weiter in Richtung Děčín) und Nordosten (Bahnhof Praha-Libeň und weiter in Richtung Pardubice). Ihre Bestandteile sind die zweigleisige Verbindung von Balabenka nach Libeň, die insgesamt viergleisige Verbindung von Balabenka nach Praha hlavní nádraží und die Erneuerung der Anbindung des Bahnhofs Praha Masarykovo nádraží aus beiden Richtungen. Bisher führten nur zwei eingleisige Strecken vom Hauptbahnhof nach Norden und wurden durch die neue Verbindung ersetzt.
Die Bahnstrecke ist für Geschwindigkeiten von 80 bis 100 km/h ausgelegt. Unter dem Hügel Vítkov befinden sich zwei zweigleisige Tunnel, die an zwei gemeinsamen Portalen beginnen. Der nördlich gelegene Tunnel nach Libeň ist 1364 Meter lang, der südliche Richtung Holešovice und Vysočany 1316 Meter. In nördliche Richtung trennen sich die Strecken unmittelbar nach Verlassen der Tunnel. In der Nähe des Hauptbahnhofs kreuzen weitere Ingenieurbauwerke Straßen und andere Bahnstrecken.